# ロジャース&ハマースタイン

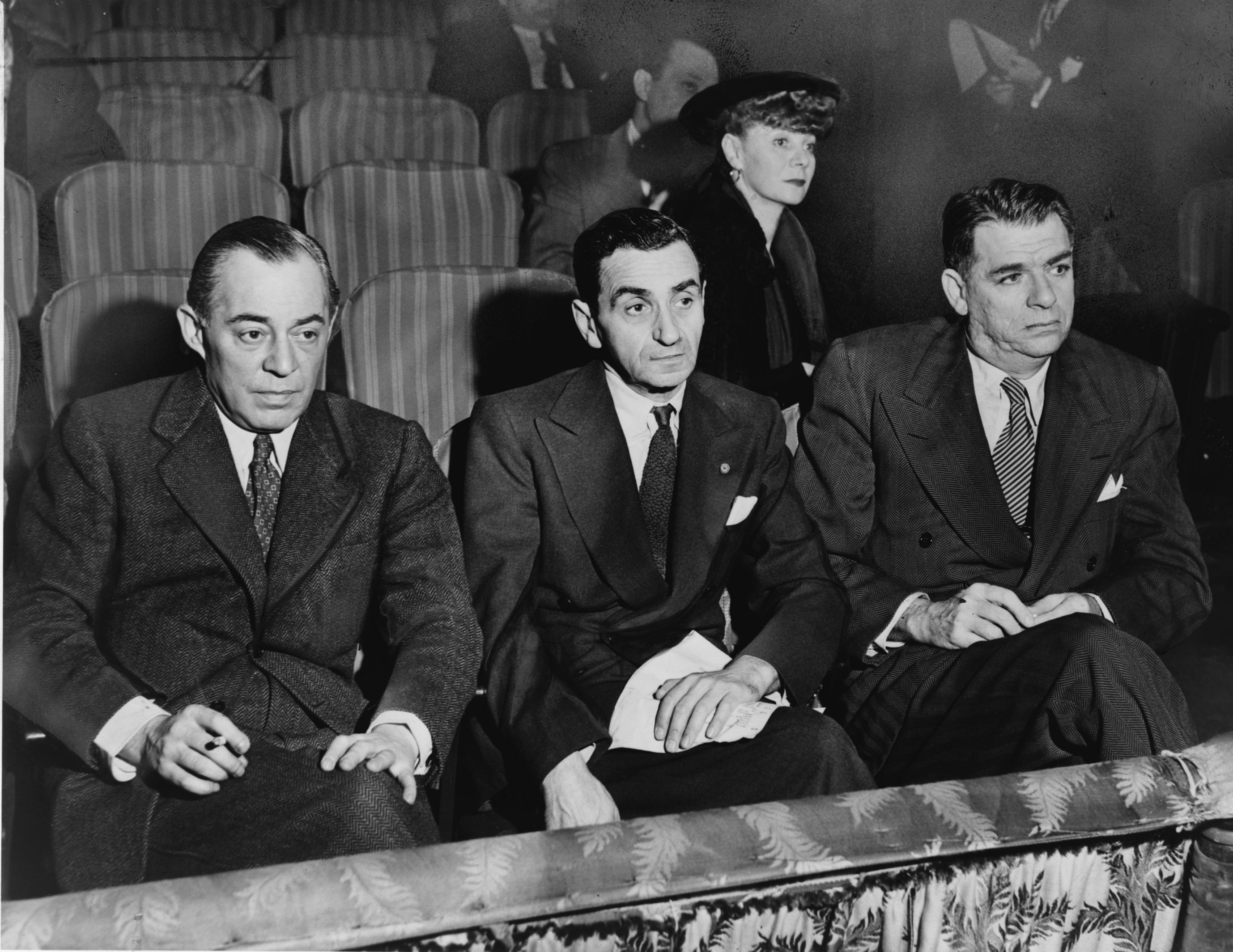
1948年、セント・ジェームズ・シアターにてオーディションを行なうロジャース(左)、ハマースタイン(右)、アーヴィング・バーリン(中央)、ヘレン・タミリス(奥)。

ロジャース&ハマースタイン（Rodgers & Hammerstein）は、アメリカ合衆国の作曲家リチャード・ロジャースと作詞家オスカー・ハマースタイン2世のコンビ、あるいは彼らによる作品を指す。
1940年代から1950年代の「ミュージカル黄金時代」とされた頃にブロードウェイの人気ミュージカルを製作していた。ブロードウェイ・ミュージカルの『オクラホマ!』、『回転木馬』、『南太平洋』、『王様と私』、『サウンド・オブ・ミュージック』の5作品、およびテレビ・ミュージカルの『シンデレラ』は特にヒットした。『フラワー・ドラム・ソング』を含み、存命中に上演されたほかのブロードウェイ4作品もヒットし、「失敗作」とされるものはない。ロジャース&ハマースタインの作品の多くはプロアマ問わず世界中で何度も再演されている。多くの称賛を受けており、トニー賞34賞、アカデミー賞15賞、グラミー賞2賞、そしてピューリッツァー賞を受賞している。ロジャース&ハマースタインは20世紀最高のミュージカル作家パートナーシップとされている。

## 経緯
パートナーとなる以前からすでに、ロジャースもハマースタインもそれぞれ成功をおさめていた。
ロジャースは20年以上ロレンツ・ハートとコラボレートしており、『A Connecticut Yankee』（1927年）、『Babes in Arms』（1937年）、『The Boys from Syracuse』（1938年）、『Pal Joey』（1940年）、『By Jupiter 』（1942年）などのブロードウェイ・ミュージカルのほか、映画でも多くのヒット作を生み出していた。
ハマースタインはルドルフ・フリムルと共にオペレッタ『Rose-Marie』（1924年）を、シグマンド・ロンバーグと共にオペレッタ『The Desert Song』（1926年）、『The New Moon』（1928年）を共作し、ジェローム・カーンとの『Sunny』（1925年）のヒットで成功しはじめた。カーンとのミュージカル『ショウボート』（1927年）はアメリカのミュージカルの最高傑作の1つとみなされている。カーンとのコラボレーションにはほかに『Sweet Adeline』（1929年）、『Very Warm for May』（1939年）などがある。『Very Warm for May』は批評家から酷評されたが、使用楽曲『All the Things You Are』はカーンとハマースタインのコラボ作品の中でもっとも人気の曲となった。
1940年代初頭までに、ハートは深刻なアルコール依存症および情緒不安定に陥り仕事にならなくなり、ロジャースはハマースタインにコラボレーションを持ちかけた 。

## 初期の作品

### オクラホマ!
ロジャースもハマースタインもそれぞれリン・リグスの戯曲『Green Grow the Lilacs』のミュージカル化を検討していた。ハマースタインの提案をカーンが断り、ロジャースの提案をハートが断ったため、ロジャースとハマースタインは初めてコラボレーションすることとなった。この結果、『Green Grow the Lilacs』を原作とした『オクラホマ!』（1943年）は革新的ミュージカル・ドラマとなった。感情の深さや複雑な心理を描いたミュージカルは初めてではなかったが、『オクラホマ!』は多くの新たな構成や技術を用いていた。物語を語るのに演技よりも歌やダンスを使用し、全ての曲に意味を持たせた。
『オクラホマ!』は当初『Away We Go!』と名付けられ、1943年3月、コネチカット州ニューヘイブンにあるシュバート・シアターで開幕した。ブロードウェイ開幕前にいくつかの変更が行われた。主な変更点は、盛り上がりの曲『Oklahoma!』の追加、曲『Boys and Girls Like You and Me』をカットして『People Will Say We're in Love』を追加、追加された曲に合わせたミュージカル作品自体の改題の3点であった。
1943年3月31日、セント・ジェイムズ・シアターでオリジナル・ブロードウェイ・プロダクションが開幕した。当時のミュージカルはエセル・マーマンやフレッド・アステアなどのスターを中心に上演することが通例であったが、このプロダクションではスターを起用しなかった。アルフレッド・ドレイク（カーリー）、ジョーン・ロバーツ（ローリー）、セレステ・ホルム（アド・アニー）、ハワード・ダ・シルヴァ（ジャッド・フライ）、ベティ・ガード（エラー叔母）、リー・ディクソン（ウィル・パーカー）、ジョセフ・バロフ（アリ・ハキム）がオリジナル・キャストとして出演した。マーク・プラットが『Dream Curly』の、キャスリン・サーガヴァが『Dream Laurey』のダンスを担当した。『オクラホマ!』ではスターの魅力よりも物語や音楽がより重要と考えられていた。2,212回上演し、当時かつてないほどのロングラン公演となり1948年5月29日に閉幕した。前述の『People Will Say We're in Love』や『Oklahoma!』のほか、『Oh, What a Beautiful Mornin'』、『The Surrey with the Fringe on Top』、『I Cain't Say No』など使用楽曲の多くがスタンダード・ナンバーとなっている。
1955年、Todd-AOシステムによる70mmフィルムのワイドスクリーンで史上初めて撮影された映画版『オクラホマ!』が公開され、アカデミー賞を受賞した。ゴードン・マクレー、シャーリー・ジョーンズが主演し、サウンドトラック『Oklahoma! 』は1956年のアルバム・チャートで第1位を獲得した。
『オクラホマ!』の成功の後、ロジャース&ハマースタインは一旦離れ、ハマースタインはジョルジュ・ビゼーの『カルメン』を現代の南部に置き換え、登場人物をアフリカ系アメリカ人にしたブロードウェイ・ミュージカル『Carmen Jones』の脚本執筆および作詞に集中した。1954年、映画版『カルメン』が製作され、主演のドロシー・ダンドリッジがアカデミー主演女優賞にノミネートされた。

### 回転木馬
1945年4月19日、モルナール・フェレンツの戯曲『Liliom』のミュージカル化『回転木馬』がルーベン・マムーリアン演出によりブロードウェイのマジェスティック・シアターで開幕し、890回上演ののち1947年5月24日に閉幕した。ジョン・レイト、ジャン・クレイトン、ジーン・ダーリング、クリスティン・ジョンソン、バンビ・リンが出演した。『The Carousel Waltz』（インストゥルメンタル）、『If I Loved You』、『June Is Bustin' Out All Over』、『ユール・ネヴァー・ウォーク・アローン（人生ひとりではない）』などの使用楽曲がヒットした。
当時『回転木馬』も革新的作品とされた。ヒーロー的でない主人公の死が描かれる最初のミュージカルの1つとなった。ストーリーに重要な大掛かりなバレエのほか、歌、台詞、ダンスのある長い音楽シーンが複数含まれている。1956年の映画版『回転木馬』はシネマスコープ55で撮影され、映画『オクラホマ!』主演のゴードン・マクレー、シャーリー・ジョーンズが再び主演した。
ロジャース&ハマースタインのミュージカルでは珍しく序曲がなく、舞台版も映画版もどちらも『Carousel Waltz』で始まる。ジョン・モーチェリ指揮のハリウッド・ボウル・オーケストラによるフィリップス・レコードのロジャース&ハマースタイン序曲コレクションCD、および1954年のロジャース指揮のニューヨーク・フィルハーモニックのコロムビア・レコードのアルバムに『Carousel Waltz 』が収録されている。

### ステート・フェア
1945年、ロジャース&ハマースタインの音楽および脚本による、フィル・ストングの小説『State Fair』のテクニカラー・ミュージカル映画版が公開された。1933年のミュージカルではないウィル・ロジャース主演の映画『あめりか祭』のリメイクで、ジーン・クレイン、ダナ・アンドリュース、ディック・ヘイムス、ヴィヴィアン・ブレインが主演した。ロジャース&ハマースタインにとって舞台版を経ずに映画版を製作した唯一の作品となった。大ヒットし、曲『It Might as Well Be Spring』で2人にとって唯一のアカデミー賞を受賞したが、ほかのブロードウェイ作品と比較して冒険心のない音楽であった。1962年、さらなるリメイク映画『ステート・フェア』が公開されたが成功しなかった。
1969年、セントルイス・ミュニシパル・オペラによりオジー・ネルソンとハリエット・ネルソンの夫妻が主演のミュージカル『ステート・フェア』が世界初上演された。ハマースタインの息子のジェームズ・ハマースタインが演出、ロジャースが監修、トミー・チューンが振付を担当した。1986年3月27日、デイヴィッド・メリックのプロデュース、ダナ・マカクニー、アンドレア・マカードル主演でブロードウェイで開幕し、トニー賞5部門にノミネートされた。

## 1949年以降の主な作品

### 南太平洋
1949年4月7日、ブロードウェイ・ミュージカル『南太平洋』が開幕し、5年以上上演され続けた。『バリハイ』、『春よりも若く』、『魅惑の宵』などの使用楽曲がスタンダードとなった。1948年にピューリッツァー賞 フィクション部門を受賞したジェームズ・ミッチェナーの『南太平洋物語』の2本の短編を基にしている。1950年、ロジャース&ハマースタインは共同著者のジョシュア・ローガンと共にミュージカル『南太平洋』でピューリッツァー賞 戯曲部門を受賞した。
オリジナル・キャストにはメアリー・マーティン（ネリー）、オペラ・スターのエツィオ・ピンツァ（エミール）などがいる。ほかにファニタ・ホール、マイロン・マコーミック、ベタ・セント・ジョンなどが出演していた。1958年、映画『南太平洋』がローガンの監督により製作され、ミッツィー・ゲイナー、ロッサノ・ブラッツィ、ジョン・カー、レイ・ウォルストン、ファニタ・ホールが出演した。ブラッツィ、カー、ホールはほかの歌手が歌の吹替を行なった。

### 王様と私
1860年代初頭のシャム(現タイ王国)のラーマ4世の子供たちのガヴァネスであったアナ・リオノウンズを描いたマーガレット・ランドンの『アンナとシャム王』を基にしたミュージカル『王様と私』が、1951年5月29日、ブロードウェイで開幕した。ガートルード・ローレンスがアンナ役を演じ、ほぼ無名であったユル・ブリンナーが王様役を演じた。『I Whistle a Happy Tune』、『Hello, Young Lovers』、『Getting to Know You』、『We Kiss in a Shadow』、『Something Wonderful』、『I Have Dreamed』、『シャル・ウィ・ダンス?』などの使用楽曲がヒットした。
1956年、映画『王様と私』が製作され、ブリンナーが王様役を再演し、デボラ・カーがアンナ役を演じた（歌はほとんどマーニ・ニクソンが吹き替えた）。ブリンナーはアカデミー主演男優賞を受賞し、カーはアカデミー主演女優賞にノミネートされた。ブリンナーは1977年、1985年のブロードウェイ版で再演したほか、1972年に短期間で終了したテレビ版『アンナと王様』でも王様役を再演した。

### シンデレラ
著名な童話の『シンデレラ』を基にし、ロジャース&ハマースタインにとって唯一のテレビ・ミュージカルとなる『シンデレラ』が、1957年3月31日、CBSで放送された。1億700万人以上が視聴し、シンデレラ役で主演したジュリー・アンドリュースがエミー賞にノミネートされた。当初ロジャース&ハマースタインはNBCと契約していたが、CBSがアンドリュースの出演を条件に話を持ち掛けてきたため2人はすぐに乗り換えた。のちにロジャースは「ジュリーと共に仕事ができるチャンスだったから」と語った。ほかにエディ・アダムス（魔法使い）、ケイ・バラード（ジョイ）、アリス・ゴスリー（ポーシャ）、ジョン・サイファー（クリストファー王子）が出演した。カラーで放送されたが、ネットワークはアンペックスの新しい白黒ビデオしか所有していなかったため白黒キネコしか残っていない。『My Own Little Corner』、『Ten Minutes Ago I Met You』、『Impossible: It's Possible』などの使用楽曲がヒットした。1957年のテレビ・ミュージカル版の成功により、1965年、レスリー・アン・ウォーレン、セレステ・ホルム、ウォルター・ピジョンが出演したリメイクが製作され、さらに1997年、ABCでブランディ、ホイットニー・ヒューストン、バーナデット・ピータース、ウーピー・ゴールドバーグが出演したリメイクが製作された。舞台版がロンドンなどで上演され、2013年、ダグラス・カーター・ビーンが脚本を改訂し、ロジャース&ハマースタインの他の作品から4曲を追加しブロードウェイに進出した。

### フラワー・ドラム・ソング
1950年代後期のサンフランシスコのチャイナタウンを舞台にした1957年のC・Y・リーの小説『フラワー・ドラム・ソング』を基にし、1958年、ミュージカル『フラワー・ドラム・ソング』が製作された。この作品でダンサー、歌手、俳優のジーン・ケリーが演出家デビューした。物語は、若い中国人女性が若く裕福な中国系アメリカ人男性との結婚のためアメリカに密入国するが、その時すでに男性はナイトクラブのダンサーと交際している。
ロジャース&ハマースタインの五大ミュージカルには入らないまでも成功をおさめており、ほとんどがアジア人出演者という新境地を開拓した。1961年の映画版『フラワー・ドラム・ソング』は製作費に見合わず、ロス・ハンターのプロダクションはユニバーサル・スタジオを離れた。2002年、ブロードウェイ再演ではレア・サロンガが主演し、デイヴィッド・ヘンリー・ウォンが脚本を改訂したが、世代や移民のテーマやオリジナルの楽曲のほとんどは残された。

### サウンド・オブ・ミュージック
『トラップ・ファミリー合唱団物語』を基にし、ロジャース&ハマースタイン最後の作品となるミュージカル『サウンド・オブ・ミュージック』が製作された。メアリー・マーティン（マリア）、セオドア・ビケル（トラップ大佐）が主演した。1959年11月16日、ブロードウェイのラント・フォンテーン・シアターで開幕し、高評価を受け多くの賞を受賞した。以降何度も再演されている。1965年、映画『サウンド・オブ・ミュージック』が製作され、ジュリー・アンドリュース（マリア）とクリストファー・プラマー（トラップ大佐）が主演した。アカデミー賞において作品賞、ロバート・ワイズに対する監督賞を含む5部門で受賞した。1960年8月、映画が完成する前に作詞家のハマースタインが亡くなり、ロジャースが1人で映画のための新曲2曲『I Have Confidence』、『Something Good』を作詞を含めて作曲した。ブロードウェイ・ミュージカルの映画化でもっとも興行収入において成功し、ロジャース&ハマースタインのほかのミュージカルに比べて多くのヒット曲を生み出した。テーマ曲の『サウンド・オブ・ミュージック』のほか、『ドレミのうた』、『私のお気に入り』、『すべての山に登れ』、『さようなら、ごきげんよう』、『もうすぐ17才』、『エーデルワイス』などがロジャース&ハマースタインの音楽の不朽の名作の一部となっている。

## レガシー
ロジャース&ハマースタインはミュージカル界の歴史を変えた。それまでプリンセス・シアターのミュージカルおよびハマースタイン&カーンの『ショウボート』を除く20世紀初頭のミュージカルは、通常奇抜または茶番的であったり、スター俳優を中心に上演されていた。ロジャース&ハマースタインの作品の成功により、多くのミュージカルがテーマに沿った示唆に富む話の流れを持つようになり、芝居、ダンス、歌、ストーリーが全て一体化するようになった。スティーヴン・ソンドハイムはロジャース&ハマースタインから多大な影響を受けていると語った。
またロジャース&ハマースタインの作品には「お決まりの型」があるとされる。これを称賛する者もいれば、先が読めるとして批判する者もいる。「お決まりの型」とは、話の先が読めること以外に、配役についても言及している。強いバリトンの声の俳優を男性の主役に、優美で明るいソプラノの声の女優を女性の主役に、テナーやアルトは助演に配役される。この概念には例外もあるが、人選を容易にし、ロジャース&ハマースタインが観客に伝えたいことを声で届けることができる。ただしこの「お決まりの型」は『メリー・ウィドウ』などのウィーン・オペレッタでもみられる。
ウィリアム・A・エヴェレットとポール・R・レアドは『オクラホマ!』について「『ショウボート』と同様に節目となり、その後の複数の歴史家が、ロジャース&ハマースタインの『オクラホマ!』が20世紀の舞台史の重要なポイントと認識されるようになったと書いている」と記した。マーク・ラボックは『The Complete Book of Light Opera 』の中で、「『オクラホマ!』以降、ロジャース&ハマースタインは『回転木馬』、『王様と私』、『南太平洋』などミュージカル界にもっとも重要な貢献をした。彼らの作品は社会思想に富むものが多く、ほかの才能あるミュージカル脚本家の指針にもなっている」と記した。
1950年、ロジャース&ハマースタインはニューヨーク百年協会より、ニューヨーク市への貢献を称えられ金メダルを受賞した。1999年、アメリカ合衆国郵政公社において2人のパートナーシップを称え記念切手が作成された。ニューヨーク市の劇場はロジャースにちなんだリチャード・ロジャース・シアターと名付けた。2009年、『フォーブス』は亡くなった著名人でもっとも収入の高い人物リストにおいてロジャース&ハマースタインを2億3,500万ドルの収入があったとして第2位に位置付けた。2010年、ロンドンのロイヤル・アルバート・ホールで行われたBBCプロムスのコンサートにおいてジョン・ウィルソン・オーケストラがロジャース&ハマースタインの作品の映画版の音楽を再現および演奏した。

## テレビおよび映画への出演
ロジャース&ハマースタインはテレビの生放送に何度か出演したことがある。1948年6月、CBSの『トースト・オブ・ザ・タウン』（のちの『エド・サリヴァン・ショー』）初回放送にゲスト出演した。1956年2月19日、クイズ番組『What's My Line? 』第298回にミステリー・ゲストとして出演し、目隠しをした回答者であるランダムハウス創業者のベネット・カーフが正解した。
1953年、MGMの『ブロードウェイへの道』に出演し、自作曲においてロジャースがピアノを演奏し、ハマースタインが歌唱した。1958年、映画版『南太平洋』の予告編に出演した。

## 社会問題の描写
ロジャース&ハマースタインの作品は陽気で明るい曲が使用されている一方、人種差別、性差別、階級差別などの社会問題に真剣に向き合うことにより、20世紀初頭のミュージカルの喜劇的あるいは感傷的な色調とは一線を画している。例えば『回転木馬』ではドメスティックバイオレンス、『南太平洋』では人種差別を扱っている。またトラップ一家の実話に基づいた『サウンド・オブ・ミュージック』は、第三帝国によるオーストリア占拠をオーストリア人の視点で描いている。

## 雑記
東欧系ユダヤ人出身。彼等が製作したミュージカルを映画化した20世紀フォックスでの作品ではクレジットタイトルで一際大きくRodgers & Hammersteinの文字が描かれる。

## 作品
| - 1943年 オクラホマ! Oklahoma!（舞台） - 1955年 オクラホマ! Oklahoma!（映画） - 1945年 回転木馬 Carousel（舞台） - 1956年 回転木馬 Carousel（映画） - 1945年 ステート・フェア State Fair（映画） - 1962年 ステート・フェア State Fair（映画） - 1996年 ステート・フェア State Fair（舞台） - 1947年 アレグロ Allegro（舞台） - 1949年 南太平洋 South Pacific（舞台） - 1958年 南太平洋 South Pacific（映画） - 2001年 南太平洋 South Pacific（テレビ） - 1951年 王様と私 The King and I（舞台） - 1956年 王様と私 The King and I（映画） - 1972年 アンナと王様 Anna and the King（テレビ） | - 1953年 ミー・アンド・ジュリエット Me and Juliet（舞台） - 1955年 パイプ・ドリーム Pipe Dream（舞台） - 1957年 シンデレラ Cinderella（テレビ） - 1958年 シンデレラ Cinderella（パントマイム） - 1965年 シンデレラ Cinderella（テレビ） - 1997年 シンデレラ Cinderella（テレビ） - 2013年 シンデレラ Cinderella（舞台） - 1958年 フラワー・ドラム・ソング Flower Drum Song（舞台） - 1961年 フラワー・ドラム・ソング Flower Drum Song（映画） - 2002年 フラワー・ドラム・ソング Flower Drum Song（舞台） - 1959年 サウンド・オブ・ミュージック The Sound of Music（舞台） - 1965年 サウンド・オブ・ミュージック The Sound of Music（映画） - 2013年 サウンド・オブ・ミュージック・ライヴ! The Sound of Music Live!（テレビ） - 1993年 グランド・ナイト・フォー・シンギング A Grand Night for Singing（レヴュー） |